# Баудиссин, Отто Фридрих Магнус
Граф Отто Фридрих Магнус фон Баудиссин (нем. Otto Friedrich Magnus rigsgreve von Baudissin; 5 июля 1792, Ранцау — 25 июня 1865, Теплице) — шлезвиг-голштинский генерал. Брат Вольфа Генриха фон Баудиссина.
Находясь в начале войны с Пруссией на датской военной службе в чине майора, Баудиссин вступил в шлезвиг-голштинскую армию, и его пример оказал решительное влияние на других офицеров. В битве при Бау Баудиссин продержался два часа против втрое сильнейшего неприятеля и тем дал возможность главной армии отступить в порядке.
Летом 1849 года в битве при Коллинге и 1850 году при Идштедте он был тяжело ранен. Его личная храбрость и заботливое попечение о подчиненных офицерах и солдатах доставили Баудиссину большую популярность в войске. В феврале 1851 года Баудиссин оставил родину и жил с тех пор вдали от политической деятельности, большей частью в Гамбурге. Умер 25 июня 1865 года на водах в Теплице.